# Rubyアソシエーション
Rubyアソシエーション（ルビーアソシエーション、Ruby Association）は、プログラミング言語Rubyの普及と発展を目的として設立された日本の一般財団法人。

## 概要
正式名称は一般財団法人Rubyアソシエーション。2007年の設立当初は合同会社Rubyアソシエーションであったが、2011年に財団法人へと移行している。
Ruby開発者であり、株式会社ネットワーク応用通信研究所 (NaCl) フェロー、楽天技術研究所フェローである、まつもとゆきひろが理事長を務める。
Rubyに関する認定制度を定めており、技術者個人のスキルを認定するRuby技術者認定試験と、企業向けのシステムインテグレーターや教育機関などの認定を行っている。

## 運営委員会
- 伊藤忠テクノソリューションズ (CTC)
- サン・マイクロシステムズ
- 楽天
- イーシー・ワン
- ネットワーク応用通信研究所 (NaCl)

以上の5社でRubyアソシエーション運営委員会を構成し、エンタープライズ分野でのRuby普及に向けて積極的活動をとるとしている。